# The Starling Girl
The Starling Girl es una película dramática estadounidense de 2023 dirigida por Laurel Parmet. La película se estrenó en el Festival de Cine de Sundance de 2023 el 21 de enero de 2023 y fue estrenada el 12 de mayo de 2023 por Bleecker Street.

## Sinopsis
Jem Starling es una chica de 17 años criada en una comunidad cristiana fundamentalista en Kentucky que está tratando de encontrar su lugar en el mundo. En un nivel, ella aspira a ser una cristiana obediente, mientras que sus hermanos menores también la admiran como la hija mayor de la familia. Encuentra alegría en el grupo de danza de su iglesia, pero su amor por la danza, junto con sus propios deseos florecientes, se vuelven difíciles de reconciliar con su fe. Las tradiciones comunitarias como el cortejo también pesan sobre los hombros de Jem. En medio de esta confusión, encuentra refugio en el aliento de Owen, su pastor de jóvenes que acaba de regresar de hacer trabajo misionero en el extranjero.

## Reparto
- Eliza Scanlen como Jem Starling
- Lewis Pullman como Owen Taylor
- Jimmi Simpson como Paul Starling
- Wrenn Schmidt como Heidi Starling
- Austin Abrams como Ben Taylor
- Kyle Secor como Pastor Taylor

## Producción
Parmet comenzó a escribir el guion en 2017. Su idea para la historia surgió del trabajo de investigación que realizó en Oklahoma sobre las comunidades fundamentalistas cristianas. Al pasar tiempo con las mujeres de estas comunidades y asistir a su iglesia, Parmet "aprendió que [las mujeres] creían que sus deseos eran pecaminosos. Había una mujer en su iglesia que había tenido una aventura con un miembro de la autoridad de la iglesia y recibió la culpa en lugar de él. Cuando escuché estas historias por primera vez, pensé: 'Su mundo es tan al revés. Estoy tan contenta de que mi vida no sea así. Pero cuanto más pensaba en ello, más veía cuánto teníamos en común, en términos de cómo crecimos, nuestras relaciones con nuestros cuerpos y lo que la sociedad nos enseña a sentir acerca de nuestros deseos". Parmet también se basó en sus propias experiencias en una relación que tuvo cuando era adolescente y dijo que "decidió que quería contar una historia recordando mi experiencia y situarla en un mundo que, aunque extremo y específico, tiene mucho en común". con la cultura en general”.
La película fue filmada en el área de Louisville, Kentucky. La producción tuvo lugar del 16 de mayo al 17 de junio de 2022.

## Estreno
La película se estrenó en el Festival de Cine de Sundance 2023 el 21 de enero de 2023. En febrero, Bleecker Street adquirió los derechos de distribución de la película en América del Norte. También se proyectó en South by Southwest el 12 de marzo de 2023. Fue estrenada el 12 de mayo de 2023, con una expansión más amplia el 19 de mayo.